# 1890 en Italie
Chronologie de l'Italie
- 1886
- 1887
- 1888
- 1889
- 1890
- 1891
- 1892
- 1893
- 1894

Cette page concerne l'année 1890 du calendrier grégorien en Italie.

## Événements
- 1er janvier : un décret royal annonce la constitution de la colonie d’Érythrée[1].
- 13 mai : réunis au Teatro Costanzi, différents groupes radicaux élaborent un programme connu sous le nom de « Pacte de Rome » pour mieux organiser leur opposition au gouvernement autoritaire de Francesco Crispi[2].
- 27 juin : victoire italienne sur les Mahdistes au combat d’Agordat en Érythrée[3].
- 22 octobre : pour consolider son pouvoir et élargir sa base électorale, Francesco Crispi demande au roi la dissolution de la Chambre[4].
- 23 novembre : élection législative[5].
- 8 décembre : Giovanni Giolitti, ministre l’Intérieur italien depuis 18 mois démissionne pour ne pas renoncer à ses critères d’austérité et d’économie. Il prend ses distances pour se préparer à la succession de Crispi[6].
- 10 décembre : ouverture de la XVIIe législature[5].

## Culture

### Littérature
- Publication, dans le quotidien L'Indipendente à Trieste, de la nouvelle écrite par Aron Hector Schmitz L'Assassinat de la via Belpoggio, sous le pseudonyme de Ettore Samigli (pseudonyme plus tard changé en Italo Svevo).

### Musique

#### Opéras créés en 1890
- 9 avril : Mala Pasqua!, opéra de Stanislao Gastaldon, créé au Teatro Costanzi de Rome.
- 17 mai : Cavalleria rusticana, opéra en un acte unique de Pietro Mascagni, sur un livret de Giovanni Targioni-Tozzetti et Guido Menasci, au Teatro Costanzi de Rome.

## Naissances en 1890
- 11 février : Anton Giulio Bragaglia, réalisateur de cinéma, homme de théâtre, photographe, scénographe, critique de cinéma et essayiste, lié au courant futuriste italien. († 15 juillet 1960)
- 18 février : Mario Almirante, acteur et réalisateur. († 30 septembre 1964)
- 4 juin : Italia Almirante Manzini, actrice de la période du muet. († 16 septembre 1941)

## Décès en 1890
- 8 février : Giuseppe Pecci, 82 ans, religieux jésuite, cardinal créé par le pape Léon XIII. (° 15 décembre 1807)
- 31 juillet : Luigi Pallotti, 61 ans, cardinal créé par le pape Léon XIII,  préfet du Tribunal suprême de la Signature apostolique. (° 30 mars 1829)
- 6 août : Giorgio Ronconi, 80 ans, chanteur lyrique  (baryton). (° 6 août 1810)